# Сарманишвилискари
Сарманишвилискари (груз. სარმანიშვილისკარი) — село в Грузии. Находится в Хашурском муниципалитете края Шида-Картли. Высота над уровнем моря составляет 720 метров. Население — 113 человек (2014).